# محمدباقر محمودی

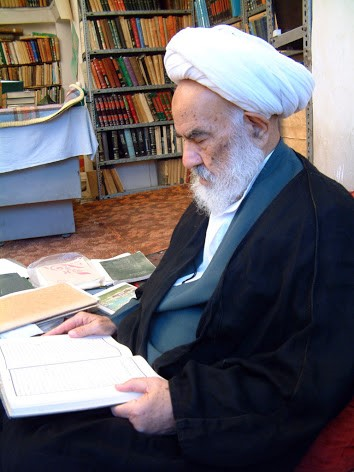

محمدباقر محمودی معروف به علامه محمودی (زاده ۱۳۰۲ در علامرودشت - درگذشته ۱۳۸۵ در قم) محقق و دین‌پژوه اهل ایران بود. او طی سال‌ها تحقیق و پژوهش حول نهج‌البلاغه و مناقب اهل بیت آثار متعددی نگاشته‌است. وی مؤلف کتاب ۱۴ جلدی نهج‌السعاده فی مستدرک نهج‌البلاغه است که در سال ۱۳۷۷ به‌عنوان کتاب سال جمهوری اسلامی ایران و در سال ۱۳۷۹ به عنوان کتاب سال ولایت برگزیده شد.

## زندگی‌نامه
محمدباقر محمودی در سال ۱۳۰۲ در علامرودشت از توابع شهرستان لامرد در جنوب استان فارس دیده به جهان گشود. وی تا سن ۱۹ سالگی در زادگاهش علامرودشت بود؛ و به دلیل علاقه شدید به علوم دینی در همان‌جا به کسب دانش پرداخت. سپس مصمم به تحصیل در نجف شد و به دلیل مشکلات مالی با پای پیاده خود را از علامرودشت به بوشهر رسانده از طریق دریا به آبادان رفته و سپس عازم کربلا و آنگاه نجف شد. وی در نجف از محضر اساتیدی همچون یوسف خراسانی، میرزا آقا اصطهباناتی، حسین حلی، سید عبدالاعلی سبزواری، سید محمود حسینی شاهرودی، میرزا حسن یزدی، میرزا باقر زنجانی، میرزا مهدی شیرازی، سید محسن حکیم ،سید ابوالقاسم خویی،و … بهره‌مند گردید.
محمودی پس از آزار و اخراج شیعیان ایرانی توسط حکومت صدام حسین در دهه ۵۰، از عراق به قم هجرت نمود و تا پایان عمر به تألیف و پژوهش در امور دینی مشغول بود. وی همچنین چندین بار به منظور چاپ کتاب‌های خود به بیروت مسافرت نمود.
در اسفندماه سال ۱۳۸۳ کنگره نکوداشت محمدباقر محمودی از طرف خانه پژوهش قم با حضور علما و دانشمندان و اندیشمندان و فرهیختگان در قم برگزار گردید.
محمدباقر محمودی در روز ۲۷ فروردین ماه ۱۳۸۵ ش مصادف با ۱۷ ربیع‌الاول ۱۴۲۷ ق، در سالروز تولد پیامبر اسلام ( محمد) و ششتمین پیشوای شیعیان (جعفر بن محمد) در وقت نماز ظهر درگذشت و پس از اقامه نماز بر پیکر وی توسط لطفالله صافی گلپایگانی، در حجره ۲۳ حرم فاطمه معصومه، مقبره محمد مفتح به خاک سپرده شد.
کتاب «عشق و ایثار» حاوی مجموعه مقالاتی است که دربارهٔ کارنامه علمی و زندگی علامه محمودی به قلم تنی چند از نویسندگان و محققان به تحریر درآمده و ضمن بزرگداشتی که برای علامه محمودی در اسفندماه ۸۳ در قم برگزار شد توزیع گردید.
از آنجایی که محمدباقر محمودی اساساً از منطقه فارس و به‌طور خاص از منطقه علامرودشت است، نخستین مقاله که عنوان مقدمه‌ای تفصیلی بر فصول اصلی کتاب را دارد، تاریخچه علامرودشت و دانشمندان و ادبای این دیار است. مقاله «موقعیت جغرافیایی و تاریخی بزرگان و دانشمندان علامرودشت» را علی رفیعی علامرودشتی نوشته که خود از نویسندگان دائرةالمعارف بزرگ اسلامی و محققان کتابخانه آیت‌الله مرعشی نجفی و از اهالی علامرودشت است.

## آثار
آثار محمدباقر محمودی عموماً دربارهٔ اهل بیت است. برخی دربارهٔ سخنان اهل بیت، برخی در زمینهٔ تاریخ اهل بیت و پاره‌ای از فضایل و مناقب آنان است. تاکنون ۳۳ عنوان از آثار تألیفی و تحقیقی وی در ۵۴ جلد منتشر شده‌است.

### آثار تألیفی
1. نهج‌السعاده فی مستدرک نهج‌البلاغه (در ۱۴ جلد). این کتاب در سال ۱۳۷۷ شمسی کتاب سال جمهوری اسلامی و در سال ۱۳۷۹ کتاب سال ولایت شد.[۳]
2. عبرات‌المصطفین فی مقتل الحسین علیه‌السلام (۲ جلد)
3. زفرات الثّقلین فی ماتم الحسین علیه‌السلام (۲ جلد)
4. سیر إلی اللّه تعالی (دربارهٔ زندگی خود)
5. کشف الرمس عن حدیث رد الشّمس
6. منیة الطالب فی مستدرک دیوان سیّد الأباطح ابی‌طالب

### آثار تحقیقی و تصحیحی
۱- أسمی المناقب فی تهذیب أسنی المطالب فی مناقب الإمام أمیرالمؤمنین علیّ بن ابی طالب علیه‌السلام تألیف محمّد جزری شافعی (۷۵۱–۸۳۳ ق)
1. أنساب الأشراف (ترجمة أمیرالمؤمنین علیه‌السلام)، تألیف احمد بن یحیی بلاذری (قرن سوم هجری)
2. أنساب الاشراف (ترجمة الحسن و الحسین علیهماالسلام) تألیف بلاذری

۴- بحارالأنوار (ج ۳۲ و ۳۴)
۵- ترجمة الإمام علیّ بن ابی طالب علیه‌السلام من تاریخ مدینة دمشق، تألیف ابن عساکر (۴۹۹–۵۷۱ ق) (۳ جلد)
1. ترجمة الإمام الحسن علیه‌السلام من تاریخ مدینة دمشق، تألیف ابن عساکر.
2. ترجمة الإمام الحسین علیه السلام من تاریخ مدینة دمشق، تألیف ابن عساکر.
3. ترجمة الإمام زین العابدین و الإمام الباقر علیهماالسلام من تاریخ مدینة دمشق، تألیف ابن عساکر.

۹- تفسیر آیة المودّة، تألیف احمدبن محمّد الخفاجی (۱۰۶۹ ق)
۱۰- جواهر المطالب فی مناقب الإمام علیّ بن ابی طالب علیه‌السلام تألیف محمّد ابن احمد الباعونی (۸۷۱ ق) (۲ جلد).
۱۱- خصائص أمیرالمؤمنین علیّ بن ابی طالب علیه‌السلام، تألیف عبدالرّحمان ابن شعیب النسائی (۳۰۳ ق)
۱۲- خصائص الوحی المبین، تألیف یحیی بن حسن الحلّی معروف به ابن بطریق (۶۰۰ ق)
۱۳- دیوان شیخ الأباطح أبی طالب، به روایت أبوهفّان مهزمی (۲۵۷ ق)
۱۴- الردّ علی المتعصّب العنید، تألیف ابن الجوزی (۵۹۷ ق)
۱۵- مناقب الإمام امیرالمؤمنین علیّ بن ابی طالب علیه‌السلام من الرّیاض النضرة، تألیف محبّ‌الدّین طبری (۶۹۴ ق)
۱۶- الروض النزیه فی الأحادیث الّتی رواها أبوطالب عن ابن أخیه، تألیف ابن طولون دمشقی (۹۵۳ ق)
۱۷- زین الفتی فی شرح سورة هل أتی (۲ جلد)، تألیف احمدبن محمّد عاصمی (قرن ۴)
۱۸- شواهد التنزیل (۳ جلد)، تألیف حاکم حسکانی (قرن ۵).
۱۹- فرائد السمطین فی فضائل المرتضی و البتول و السبطین، تألیف حمّوئی (۶۴۴–۷۳۰ ق) (۲ جلد).
۲۰- فضائل شهر رجب، تألیف حاکم حسکانی (قرن ۳).
۲۱- کتاب الأربعین عن الأربعین فی فضائل علی أمیرالمؤمنین علیه‌السلام، تألیف عبدالرّحمان بن احمد خزاعی (قرن ۵).
۲۲- محاسن الأزهار فی مناقب إمام الأبرار، تألیف أحمدبن محلّی (۶۵۲ ق)
۲۳- المعیار و الموازنة، تألیف محمّدبن عبداللّه اسکافی (۲۴۰ ق)
۲۴- مقتل الإمام أمیرالمؤمنین علیه السلام، تألیف ابن ابی‌الدّنیا (۲۰۸–۲۸۱ ق)
۲۵- مناقب الإمام أمیرالمؤمنین علیّ بن ابی طالب علیه‌السلام، تألیف محمّدبن سلیمان کوفی (قرن ۳ و ۴) (۲ جلد).
۲۶- النور المشتعل فیما نزل من القرآن فی علی علیه‌السلام، تألیف أبونعیم اصفهانی (۳۳۴ ۴۳۰ ق)
۲۷- نزهة الأبصار و محاسن الآثار، تألیف علیّ بن مهدی مامطیری طبری (قرن ۴).